# Johan Gottmarck
Johan Gottmarck, född 15 december 1726 i Leksands socken, död 25 augusti 1812, var en svensk prästman och lärd.
Gottmark var son till komministern i Leksand, senare kyrkoherden i Älvdalens socken Anders Gottmarck och Helena Lexelius. Tolv år gammal inskrevs han vid Uppsala universitet och avlade 1751 filosofie kandidatexamen. Sedan han 1755 även avlagt teologie kandidatexamen, blev han 1756 docent vid teologiska fakulteten i Uppsala och utnämndes samma år till lärare i teologi och historia vid den nyinrättade kadettkåren i Karlskrona. 
Några år därefter fastställdes ett nytt reglemente för detta läroverk. Gottmarck kände sig överkörd av de nya reglerna och klagade över processen i en skrift med sådana ordalag att den ådrog honom en rättegång. Åklagaren yrkade på inget mindre än dödsstraff. Genom kunglig utslag stannade dock domen vid ämbetets förlust och upphävdes 1772 helt av kung Gustav III, efter hemställan av ständerna. 
Gottmarck hade redan 1768 blivit utnämnd till logices et metaphysices lektor vid Västerås gymnasium och befordrades efter den kungliga förklaringen 1772 till teologie doktor. Han blev prost och kyrkoherde i Hubbo 1774, teologie doktor 1774 samt förste teologie lektor och kyrkoherde i Badelunda 1785. Gottmarck kallades till fullmäktig vid riksdagarna 1789 och 1792, till deputerad vid jubelfesten i Uppsala 1793, till revisor i banken och riksgäldskontoret och uppfördes två gånger på förslag till biskop.
Gottmarck utgav Sveriges politiska, moraliska och ekonomiska tillstånd (1795), Kantiska s. k. philosophien från dess sjelfgjorda obegriplighet utvecklad och updagad (1796) samt Tankar om ordning och sätt i våra theologiska systemer (1804).